# Seututie 927
La route régionale 927 (finnois : Seututie 927) est une route régionale allant de Paakkola à Tervola jusqu'à Ala-Vojakkala à Tornio en Finlande,,.

## Présentation
La seututie 927 est une route régionale de Laponie.
Avec la route nationale 21, la route régionale 927 est un parcours alternatif aux routes régionales 929 et 930 pour aller de Tervola à Ylitornio.